# Baranjsko Petrovo Selo
Baranjsko Petrovo Selo is een plaats in de gemeente Petlovac in de Kroatische provincie Osijek-Baranja. De plaats telt 570 inwoners (2001).